# バリアージ
バリアージとは、一つのテーマを様々に変化させていくという意味の造語。また、バリ舞踊にエンターテイメント性を強化して、独自に開発されたダンスのジャンル。バリエーションの意味を持ち、バリ舞踊に含まれるストーリー性を生かしながら、モダンジャズやヨガなど色々な踊りや文化を取り入れて融合させたもの。